# OV-10 (航空機)
OV-10 ブロンコ
アメリカ海兵隊所属のOV-10D
（空母「サラトガ」にて、1985年）
- 用途：COIN機
- 製造者：ノースアメリカン
- 運用者

-  アメリカ合衆国（海兵隊、空軍、海軍）
-  西ドイツ（西ドイツ空軍）他

- 初飛行：1965年7月15日
- 運用開始：1968年2月23日
- 運用状況：現役

OV-10 ブロンコ（OV-10 Bronco）は、アメリカ合衆国のノースアメリカン社が開発したCOIN機。

## 開発

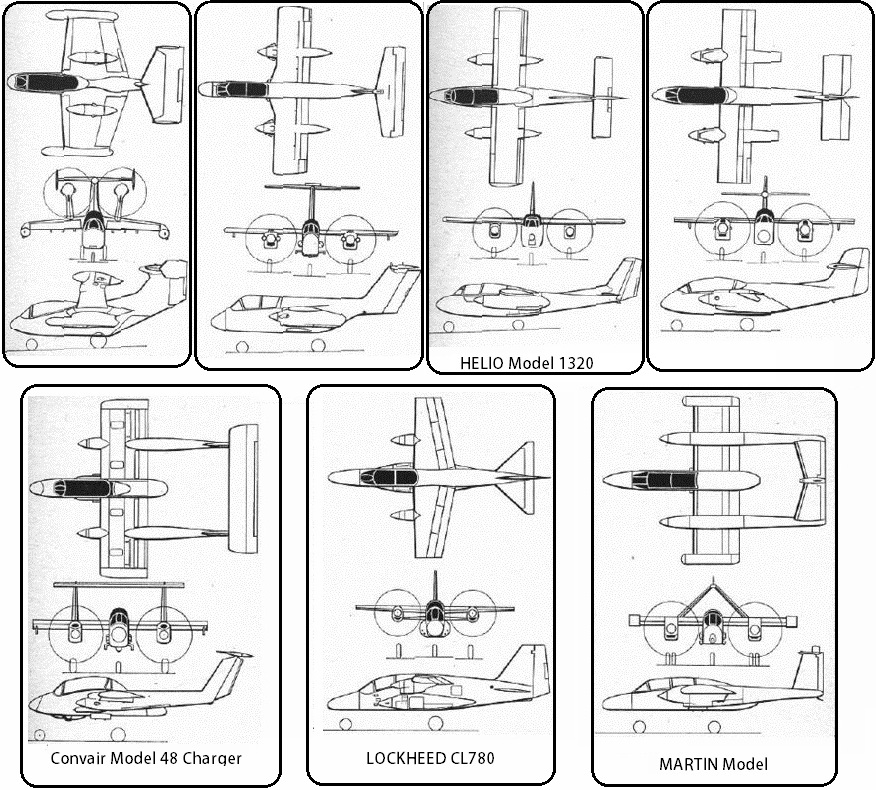
各社の初期設計案

1959年にアメリカ海兵隊では、OE-1 バードドッグの後継機として高性能の観測機の開発を決めたが、また、アメリカ空軍ではA-1 スカイレイダー攻撃機やB-26 インベーダー爆撃機を代替するCOIN機を求めており、さらにアメリカ陸軍でも独自の近接航空支援機を求めていた。アメリカ陸・海・空軍では、それぞれ機体の研究を開始したが、1963年9月に三軍共通のCOIN機を共同開発する方向で進められることになり、軽武装偵察航空機（LARA）計画として、アメリカ海兵隊機の調達を管理するアメリカ海軍が所管することになった。10月にはLARA計画の提案要求（RFP）が出され、優れた短距離離着陸（STOL）能力を持ち、最大速度265kt以上、固定武装として7.62mm機銃4挺装備、兵装搭載能力1,088kg、空挺隊員6名または貨物910kgを輸送もしくは空中投下が可能な事が求められた。この要求に対して国内メーカー11社から設計案が提出され、1964年8月の最終審査でノースアメリカン社のNA-300案の採用がアメリカ海軍から発表された。同年10月17日にはYOV-10Aの名称で7機の試作機が発注されている。
YOV-10Aは記録的なスピードで開発が進められ、1965年7月16日に試作初号機がポート・コロンブス国際空港で初飛行した。試作機7機のうち試作5号機以降は主翼端が延長され、試作7号機ではエンジンをP&W社製T74 ターボプロップエンジンからギャレット社製T-76 ターボプロップエンジンに換装した。YOV-10Aの飛行試験では速度性能や高速安定性などが要求値を大きく下回ることが判明し、さらに一度落選したコンベア社が、自社開発したモデル48 チャージャーの比較審査をアメリカ海軍に求めたため飛行試験は長期化した。ノースアメリカン社では、要求値を満たすために主翼をさらに1.79m延長して12.5mとし、エンジンも出力強化型のギャレット社製T-76-G-10/12 ターボプロップエンジンに換装、エンジンを操縦席から6in離して騒音を軽減した。また、装甲強化や防漏タンクの改良、エンジンナセルの取り付け位置を15cm外側に移して観測員席への騒音減少を図り、胴体下面の機銃収容ウェポン・スポンソンも下反角を付けるなどの改修が施された。
LARA計画では途中でアメリカ陸軍が、近接航空支援の分野で縄張りを主張していたアメリカ空軍から反対を受けて計画から降りたため三軍共用化は崩れたものの、アメリカ空軍がまず109機を発注、続いてアメリカ海兵隊が76機を発注し、量産初号機は1967年8月6日に初飛行した。量産機にはOV-10Aの制式名称が与えられている。

## 設計

### 主翼
OV-10は、直線翼の主翼を高翼配置し、後部胴体は主翼に付けられた双発のエンジン・ポッドから延びる双ブーム形式、両ブーム尾端に垂直尾翼を立て、その上端を水平尾翼で結ぶという、独特のスタイルをとる。主翼には、後縁に左右各2分割されたダブルスロテッド式フラップが設けられており、フラップ外側にはエルロンが置かれ、フラップ直前にあたる主翼下面にはフラップと連動するドアを設け、フラップダウン位置ではこのドアが下方に開き、主翼下面の空気をフラップ上面に導いて揚力効果を高めている。主翼前縁には高揚力装置はなく、エルロン直前に扇形をした独特のスポイラーが配置されており、エルロンと連動してヨー操縦の補助として使用されるが、1枚板ではなく各4枚に分割された小型のものになっている。
本機のSTOL性能はとても高く、空母や強襲揚陸艦にもカタパルトやアレスティング・ワイヤーなどを用いることなく離着艦が可能であった。ただ、あくまでも陸上機であるため、艦上からの運用は通常行わなかった。

### 胴体
操縦席はタンデム複座で、座席にはゼロ・ゼロ式のLW-3B射出座席を装備し、座席背後にはスチール製、座席下面にもアルミニウム合金の装甲板が張られている。また、前部キャノピーは2cm厚の防弾ガラスとされ、乗員への安全対策も図られている。前線航空管制という任務の特性上、複数の味方地上部隊・航空機編隊などとの交信が多く発生するため、この大きく左右に貼り出したキャノピーは味方無線の周波数情報（状況に応じて頻繁に周波数の切り替えが発生するため）や攻撃機編隊の兵装状況などを書き込むホワイトボードならぬ「キャノピーボード」としてアナログながらも視線を落とさず情報を確認できるため効果的に利用された。書き込みにはマジックペンが多用された。
コックピット後方の胴体ポッド内は貨物室で、空挺隊員6名または担架2床と衛生兵1名、1,451kgまでの貨物を搭載できるようにされている。また、写真撮影や標的曳航時には、胴体尾部をフレキシブルガラスの風防に換装することが出来る。なお、胴体ポッド後部には整流カバーを兼ねて左側に180°回転する蝶番式開閉ドアが設置されているが、空中での開閉はできず、空挺隊員や貨物などを空中投下する場合は、飛行前に予めこのドアを外す必要があった。
胴体下面左右にはスポンソン（張り出し）があり、スポンソン内にそれぞれM60C 7.62mm機銃を各2丁（計4丁）と弾薬（各500発、計2,000発）内蔵する。スポンソン下面には各2箇所のパイロンの装着が可能で胴体中央下面にもパイロンがあり、増槽を装着できるようになっている。また主翼外翼下にそれぞれ各1基のハードポイントが設置され、自衛用のAIM-9 サイドワインダー空対空ミサイルや通常爆弾などを搭載することができたが、通常使用しないのが一般的だった。
降着装置は、機体規模に対して比較的大掛かりなものになっており、後述する未舗装道路への着陸などにも威力を発揮している。しかし、取り回しを考慮してかホイールベースは短いものとなっており、結果的に着陸安定性とのトレードオフとなっているきらいもある。

### エンジン
エンジンはギャレット社製T76-G-10/12 ターボプロップエンジンを搭載し、後ろから見て左翼側のG-10 エンジンが時計回り、右翼側のG-12 エンジンが反時計回りの回転方向を持ち、互いの回転トルクを打ち消している。燃料タンクは主翼内に置かれ、それぞれ内外翼に2分割されたものと中央翼の計5箇所に配置されており、容量は内翼部が69Gal、中央翼と外翼が40Galの計258Galで、燃料はアメリカ空軍の場合JP-4を使用する。
左エンジン排気管内にスモークジェネレータを搭載しており、同左メインギア格納部内のタンクから揮発油を送ることで、最大4分程度の煙幕展開が可能。FAC任務での攻撃指示の際は誤爆を防ぐため、攻撃指示機・被攻撃指示機が互いに、位置を確認した上での攻撃決行が基本となるためこの発煙機構と無線の併用により、機体確認がより確実に行われている。また、地上部隊への支援のための煙幕展開や、爆撃侵入コースの指示などにも使用された。

### 艤装
アビオニクス類は、AN/AIC-18機内交話装置、AN/ARC-51BX UHF-AMラジオ、807A VHF-AMラジオ、FM-622 VHF-FMラジオ、HF-103 HF-SSBラジオなどの比較的簡素なものを搭載し、航法装置ではAN/ASN-75磁気コンパス、AN/ARN-52(V) TACAN、AN/ARA-50 UHF自動方位探知器（ADF）、AN/ARN-83 LF-ADF、51R6 VOR/INS、51V-4A 慣性航法装置（INS）グライドスロープ・レシーバーを搭載している。また、アメリカ海兵隊向け生産機では電波高度計が搭載され、アメリカ空軍向け生産機では戦果確認用のKB-18A ストライクカメラを搭載している。

## 運用
OV-10Aは、1968年2月23日からアメリカ空軍とアメリカ海兵隊への引き渡しが開始され、アメリカ空軍はハールバートフィールド空軍基地所属の第4410コンバットクルー訓練航空団（4410CCTW）第4409コンバットクルー訓練飛行隊（4409CCTS）、アメリカ海兵隊ではキャンプ・ペンドルトンの第5海兵観測飛行隊（VMO-5）に最初に配備されて乗員訓練が開始された。同年7月にはアメリカ海兵隊の第2海兵観測飛行隊が南ベトナムのマーブル・マウンテンに派遣され、続いて第6海兵観測飛行隊も派遣された。同年7月31日にはアメリカ空軍のOV-10AもC-133 カーゴマスターによって6機が南ベトナムのビエンホア基地に空輸され、同年10月には第2陣もビエンホア基地に送られて前線航空管制（FAC）任務に使用された。1969年1月にはアメリカ海軍がアメリカ海兵隊から借用した18機のOV-10Aで第4軽攻撃飛行隊（VAL-4）を編成し、4月からメコン川河口のビンツイに展開させ、第3軽ヘリコプター飛行隊（HAL-3）のUH-1Bとともにデルタ地帯の監視や船艇護衛などの河川作戦に投入された。ただ、OV-10Aは実戦で運用してみると性能的に中途半端な機体であることが判明し、アメリカ空軍海兵隊共にFAC機や観測機として多用した。また、アメリカ海軍と海兵隊は、OV-10Aの貧弱な固定武装を改善するために胴体下部ハードポイントに20mm機関砲ポッドを一部の機体に搭載させていた。

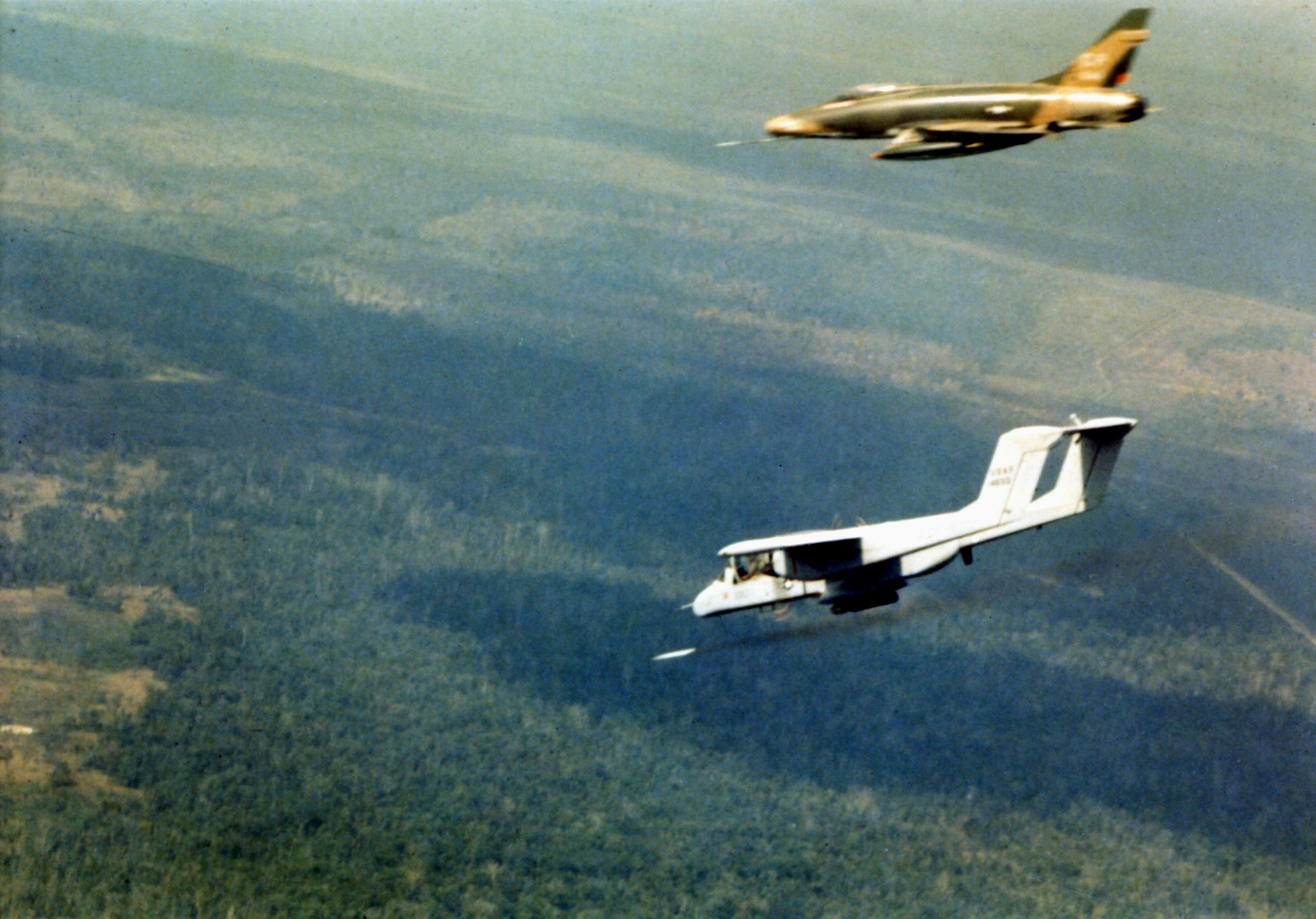
ベトナムでの前線航空管制任務につくアメリカ空軍所属のOV-10A
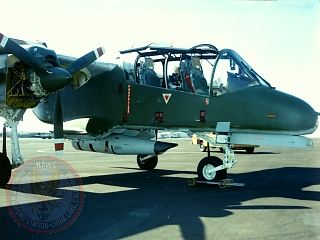
胴体下面にガンポッドを装着したアメリカ海軍所属機
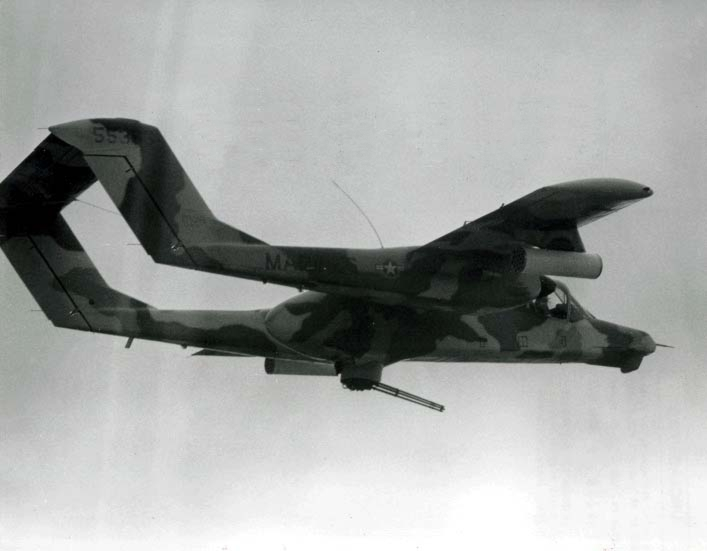
試作機YOV-10D、胴体下面にM197 ターレットを搭載している

1970年になると、アメリカ空軍とアメリカ海兵隊ではOV-10Aへの夜間攻撃能力付与という考え方に基づいて、アメリカ空軍ではペイブネール計画に着手、アメリカ海兵隊でもOV-10Dの開発に着手された。ペイブネール計画では、夜間用ペリスコープ照準器、レーザーデジグネーター、ターゲットイルミネーター、LORAN受信機などが新たに搭載され、アメリカ空軍が保有するほとんどのOV-10Aに改修が施された。
一方のOV-10Dは、YOV-10A試作2号機を改造した空力試験機YOV-10Dが1970年6月に初飛行し、もう1機新たに製作されたYOV-10Dとともに1971年-1972年にかけて南ベトナムに派遣されて運用試験が行われた後、1974年に17機のOV-10Aと1機のYOV-10Dからの量産改修が認められた。OV-10Dは、機首にAN/AAS-37前方監視赤外線/レーザー目標指示/自動ビデオ追跡装置とALQ-144赤外線妨害装置を搭載して、半球形のセンサー収容部が機首下面に張り出している。また、追加した電子機器の冷却のため機首左右にエアインテークが追加された。
エンジンは、ギャレット社製T76-G-10/12から出力強化型のT76-G-420/421 ターボプロップエンジンへ換装された。試作機YOV-10Dでは固定武装もM60 7.62mm機銃から機首のセンサーターレットと連動可能なM197 20mm 3砲身機関砲に変更されたが、最終的にM197の搭載は中止され、滞空時間延長のため、胴体下面への増槽タンクの追加のみとなる。同時に、それまでロケット弾ポッドやAIM-9 サイドワインダーなどの軽量物のみの搭載だった、主翼下パイロンに増槽の搭載が可能となった。
また、後に23機のOV-10AもOV-10D規格に改修され、合わせて機体フレームの強化や搭載電子機器類の新型化なども行われてOV-10D+と呼ばれている。

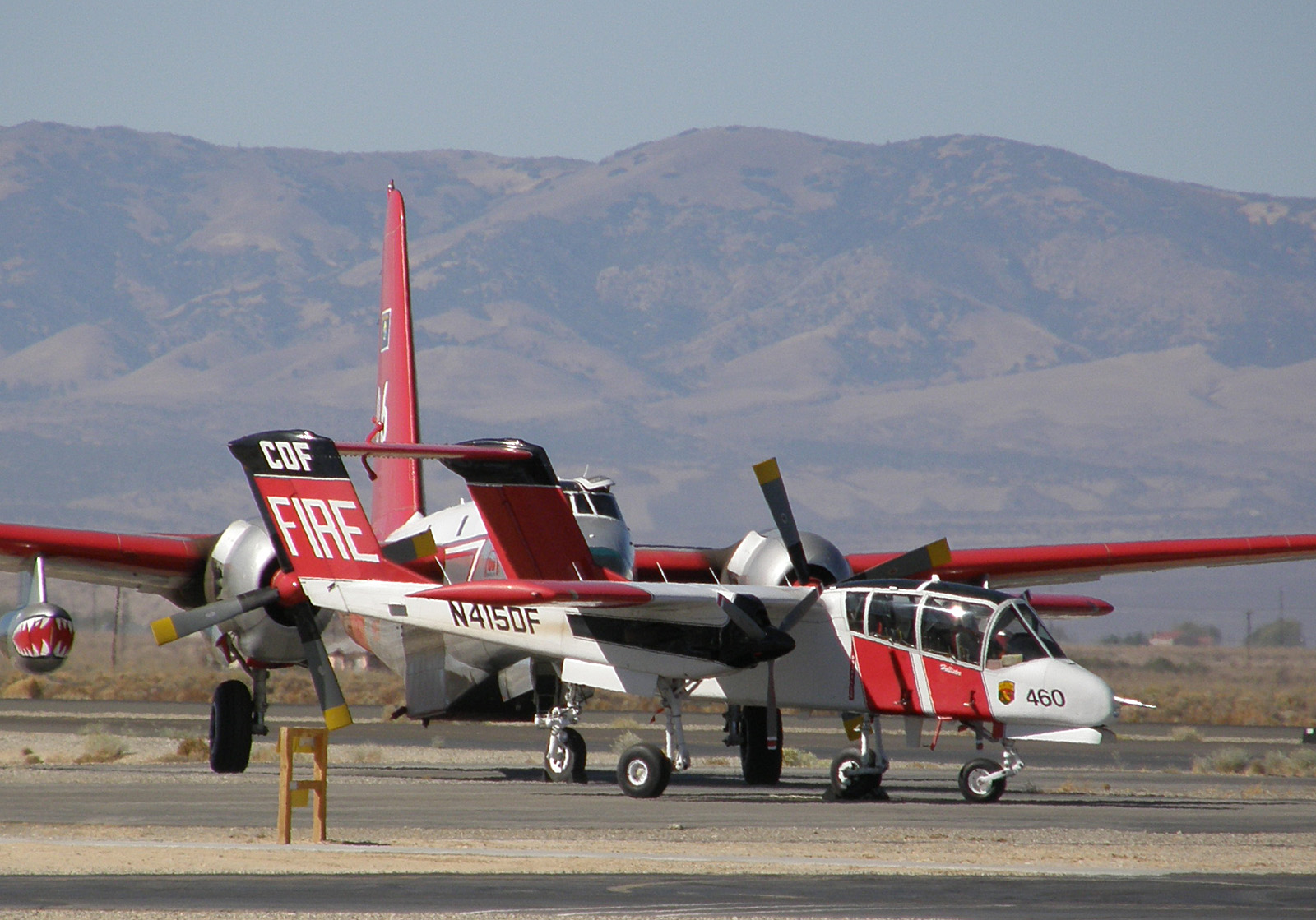
森林火災などに対応するCAL FIRE（California Department of Forestry and Fire Protection）所属機

OV-10は最終的に360機が製造され、アメリカ空軍に157機のOV-10A、アメリカ海兵隊に110機のOV-10A/Dが配備された。アメリカ空軍のOV-10Aは、1990年に後継となるA/OA-10A サンダーボルトII攻撃機との交替が完了して退役、アメリカ海兵隊のOV-10A/Dも1995年にF/A-18 ホーネット戦闘攻撃機との置き換えが完了して全機が退役している。退役した機体の一部は消防機として使用されており、消火剤を搭載した航空機への前線航空管制や森林地帯での偵察に使用されている。また、NASAでも各種実験に使用されている（後述）。
2015年になって、2機のOV-10が現役復帰しISILとの戦闘に試験的に再投入された。このOV-10はエンジンや電子機器の改修を受けた"OV-10G+"と呼ばれる改良型であるが、それでも運用コストはF-15のようなジェット戦闘機の数分の一から数十分の一程度で済み、120回以上作戦投入されて一定の戦果を挙げたとされる。CNNのインタビューに答えた元アメリカ海軍中佐で軍事アナリストのクリス・ハーマーは「ブロンコの現役復帰は良いアイデア。F-35のような新鋭機を武装勢力への作戦に使うのは、ごみ収集の仕事のためにロールスロイスの車を使うようなもの」と話し、OV-10の再運用を評価した。OV-10はF-15の半分程度の速度で飛行することができ、また無人航空機と異なりパイロットが直接戦場を視認しながら作戦を行えることから、こういった低強度紛争ではきわめて有効な兵器であると考えられている。

## エピソード
ベトナム戦争時、クメール人傭兵とアメリカ兵の3名によるカンボジアへの越境作戦（ホーチミン・ルートへの偵察）が実施された際、北ベトナムのパトロール部隊と遇戦・交戦状態となり、迅速な離脱が必要となった。これに対して支援のため2機のOV-10が出撃。同じように脱出のためのヘリコプターも出撃したが、接近する敵部隊の距離などから吊り上げが間に合わない見込みが大きかったため、同OV-10のパイロットの判断により地上部隊指揮官へ付近の未舗装直線道路への強行着陸・脱出を提言し、これを実施。偵察員に着陸後の自力での後部ハッチ開閉、機体内部を叩いての合図などを予め指示していたため偵察員の搭乗完了後は速やかに離陸。これにより見事、3名の偵察員を脱出させることに成功した。
アメリカ軍では大半が引退したOV-10だが、マイク・マンクラークが創設したマンジック財団が立ち上げた民間団体「OV-10スコードロン」が動態保存のために復元作業を進めている。2018年、国立ベトナム戦争博物館から6機分のOV-10の機体部品を入手し、既に保有していた1機のOV-10と共に復元作業を行った。最初に復元したOV-10D+（民間機登録番号NX97854、シリアルナンバー155493、現役時の総飛行時間8,215時間）は、2019年6月22日にチノ飛行場で、エリック・ハッパートの操縦で再飛行に成功した。

## 採用国
軍、政府機関および官公署のみ記述し、民間機は除外する。
- アメリカ合衆国 - アメリカ海軍、アメリカ海兵隊、アメリカ空軍、アメリカ航空宇宙局、司法省アルコール・タバコ・火器及び爆発物取締局、内務省土地管理局、カリフォルニア州森林保護防火局、ビューフォート郡蚊駆除サービス
- コロンビア - コロンビア空軍
- 西ドイツ - 西ドイツ空軍
- インドネシア - インドネシア空軍
- モロッコ - モロッコ空軍[1]（退役済み[6]）
- タイ - タイ空軍
- ベネズエラ - ベネズエラ空軍
- フィリピン - フィリピン空軍[1]

## 各型

### 試作機
YOV-10A
試作型。7機製造。
YOV-10D
アメリカ海兵隊用の夜間観測機型の試作型。

### 派生型
OV-10A
初期生産型。中古機のうち6機がモロッコへ引き渡された。
OV-10B
西ドイツ空軍で使用された標的曳航機型。18機製造。
胴体スポンソンの廃止。
標的曳航装置を胴体側面に追加。
標的観測のため後部ドアを透明な風防へ換装（これは標的曳航任務がライン航空機製造会社から空軍へ移管されたのちに実施された）。
OV-10B(Z)
上記の西ドイツ空軍が購入した機体の胴体背面に、J85-GE-4 ジェットエンジンをポッド形式で追加しOV-10B(Z)として使用、最大速度が341ktへ向上。
12機分のエンジンを購入したものの、実際に搭載されたものはごく一部と思われる。
OV-10C
タイ空軍向けの生産型。基本構成はA型に準じ、エンジンはD型と同様にT76-G-420/421を搭載した。後部座席下面にKB-18A ストライクカメラを生産時から搭載。
16機が製造され、タイ空軍の用途廃止機のうち8機が2003年から2004年にかけてフィリピンへ譲渡された。
OV-10D
アメリカ海兵隊が開発した夜間観測機型。
OV-10D+
アメリカ海兵隊のOV-10AのうちOV-10D仕様への改修型。
OV-10E
ベネズエラ空軍向けの生産型。基本構成はA型に準じ、各種通信機器の換装。8機製造。
OV-10F
インドネシア空軍向けの生産型。16機製造。
OV-10G
司法省が運用した機体の呼称、およびタイからフィリピンへ譲渡された機の呼称で、いずれも非公式な呼称。
韓国空軍向けの生産型とする資料もあるが、それは誤りで、韓国空軍はOV-10を1機たりとも取得していない。
OV-10G+
Combat Dragon II計画によりOV-10D+ #155481と155492を改造したアメリカ海軍向けの機。
OV-10T
小型戦術輸送機としてノースアメリカンがアメリカ空軍へ提案したモデル。胴体幅を1.5m程度へ拡大したものが計画されたが、ペーパープランのみとなる。
OV-10X
LAAR計画へボーイングが提案した、OV-10の近代化改修モデル。

## NASAでの実験機運用
NASAでは各種実験機体および、機材としても運用された。
1972年からプロトタイプYOV-10（N718NA BuNo.152881）を利用して実施された低速飛行性能の増加実験では、フラップと主翼の間に油圧式の円柱シリンダーを追加しており、このシリンダーがフラップ稼動時に主翼上面側に可動することで、フラップが90度近い状態でも正常に空気を誘導し、高い低速度性能を発揮した。エンジンもアリソン社製T56 エンジンへ換装、プロペラも4翅の物に変更され、フラップへの送風量も増加されており、最終的にOV-10Aの失速限界が約40ノットに対し、主翼面積の小さいYOV-10でありながらも約30ノット（時速約55.6km）での低速飛行を成功させた。
1996年にはOV-10A（N636NA）を使用し、米空軍と共同で、デジタル音声認識システムの実験に使用された。この実験では同機に搭載されたISAバスコンピューター（Intel 80486搭載のAT互換機）とITT社製のデジタル音声認識ソフトウェア（VRS-1290）を使用し実施された。この実験は、通常航行速度・地上駐機・飛行中・4G程度までの旋回など、様々な環境下（パイロットの疲労状況も含め）での音声認識精度の確認実験となっており、ライト・パターソン空軍基地所属のパイロット12名、NASA所属のOV-10 パイロット4名が被験者として集められ、機上やラボまたはハンガーなどで、「Change Radar-mode」「Air-to-air-mode」などの、182種の航空作戦で必要とされるフレーズの認識テストを行った。初期の飛行中実験では55%程度の認識精度であったものの、ソフトウェアのノイズ除去などのパラメーター調整をITT社と連携して行い、最終的には地上で99.5%・通常飛行状態で97.3%・4G環境下で86%の精度での認識が確認された。最終的に得られたこれらの実験データは、音声認識の研究を行っている機関やコミュニティへ配布された。ちなみにVRS-1290の名称はITT社側で1,290語の認識を保証している事から来ている。
1999年には、CERES（雲および地球放射エネルギー観測システム）のポッドを主翼上面に追加搭載されたOV-10A（N524NA）が使用されている。

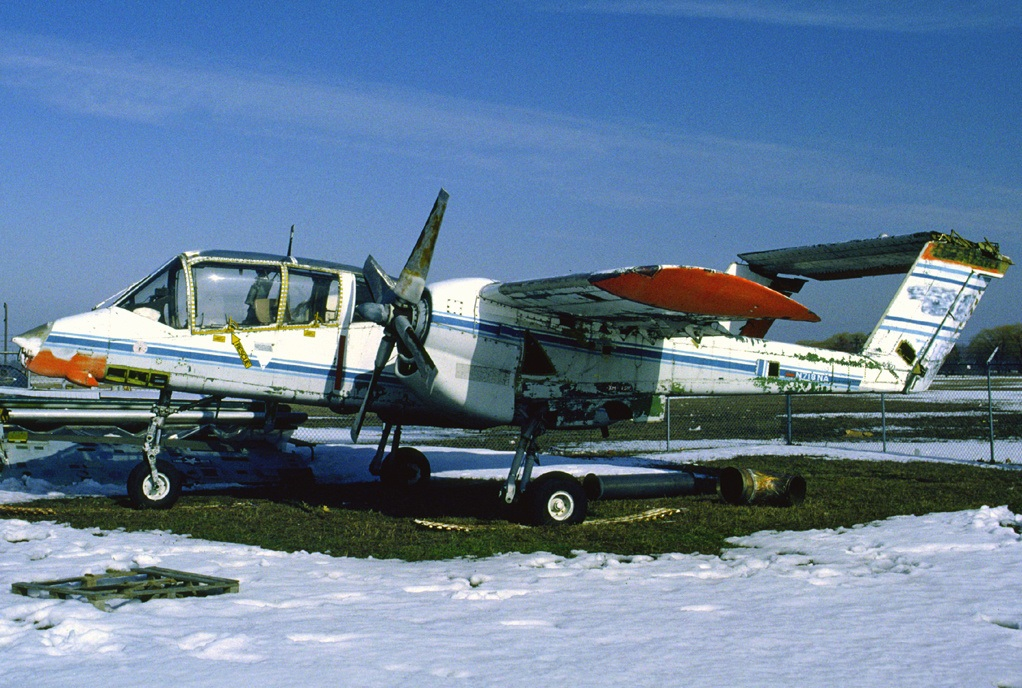
低速飛行実験機（N718NA）
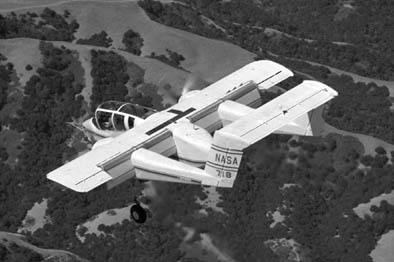
フラップを90度近くまで下げた状態（N718NA）
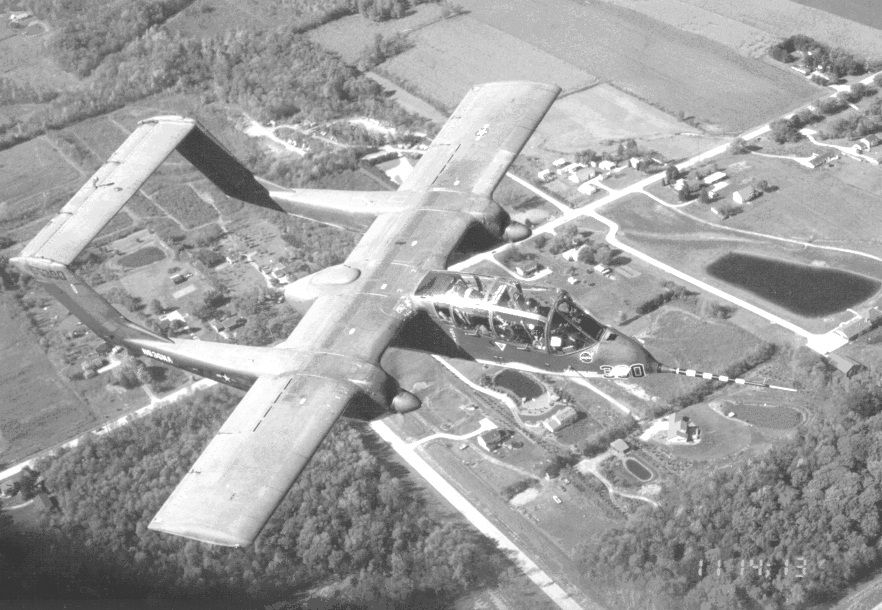
音声認識システムの実験機（N636NA）
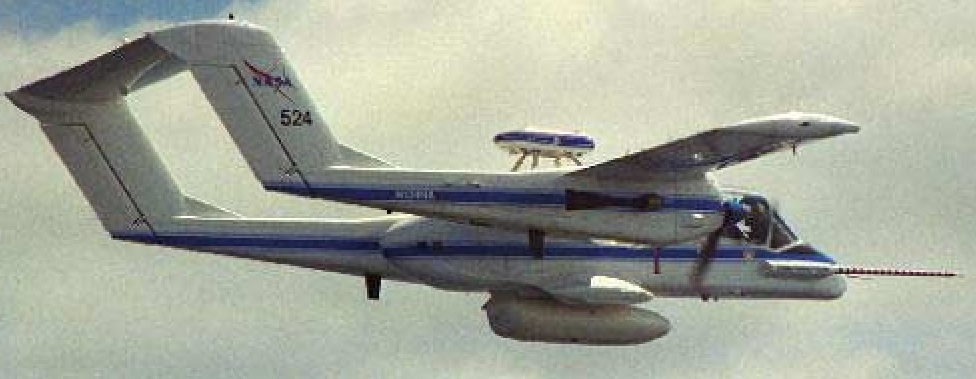
CERES ポッドを搭載したOV-10A（N524NA）

## 性能諸元
- 基本性能
  - 全幅：12.19m
  - 全長：13.41m
  - 全高：4.62m
  - 主翼面積：27.0m2
  - 空虚重量：3,127kg
  - 最大離陸重量：6,563kg
  - 発動機1:ギャレット製T-76G-10 ターボプロップ×1基（推力715hp）
  - 発動機2:ギャレット製T-76G-12 ターボプロップ×1基（推力715hp）
  - 最大速度：250kt（463km/h）
  - 海面上昇率：920m/min
  - 実用上昇限度：9,145m
  - 航続距離：1,240nm（フェリー）
  - 戦闘行動半径：200nm
  - 搭乗員数：乗員2名・兵員6名
  - ハードポイント：胴体下面中央x1カ所（最大544kg）、胴体スポンソン下面x4カ所（各最大272kg）、主翼外側パイロンx2カ所（ミサイル・増槽用）
- 武装
  - M60C 7.62mm機銃×4基（胴体左右スポンソン内に各2丁、弾薬各500発）
  - M18/SUU-11A/Aガンポッド×1基（胴体スポンソン下面および胴体中央）
  - M18/SUU-11B/Aガンポッド×1基（胴体スポンソン下面および胴体中央）
  - Mk4.Mod.0 20mm ガンポッド×1基（胴体中央ステーション）※海兵隊/海軍仕様機のみ
  - AIM-9E サイドワインダー空対空ミサイル×2発
  - CBU-100クラスター爆弾×4発
  - MK.81 スネークアイ低抵抗通常爆弾×4発またはMk.82低抵抗通常爆弾×4発
  - LAU-59/A マイティマウスロケット弾ポッド×4基（合計7発）
  - LAU-33A/A ズーニー・ロケット弾ランチャー×4基（合計2発）
  - PMBR MK-24 パラシュートフレア弾ランチャー×2基（合計6発）
  - AERO 1C ドロップタンク
  - ALQ-144 "ディスコライト" IRジャマー（胴体上面に1基）
  - 各種フレアディスペンサー

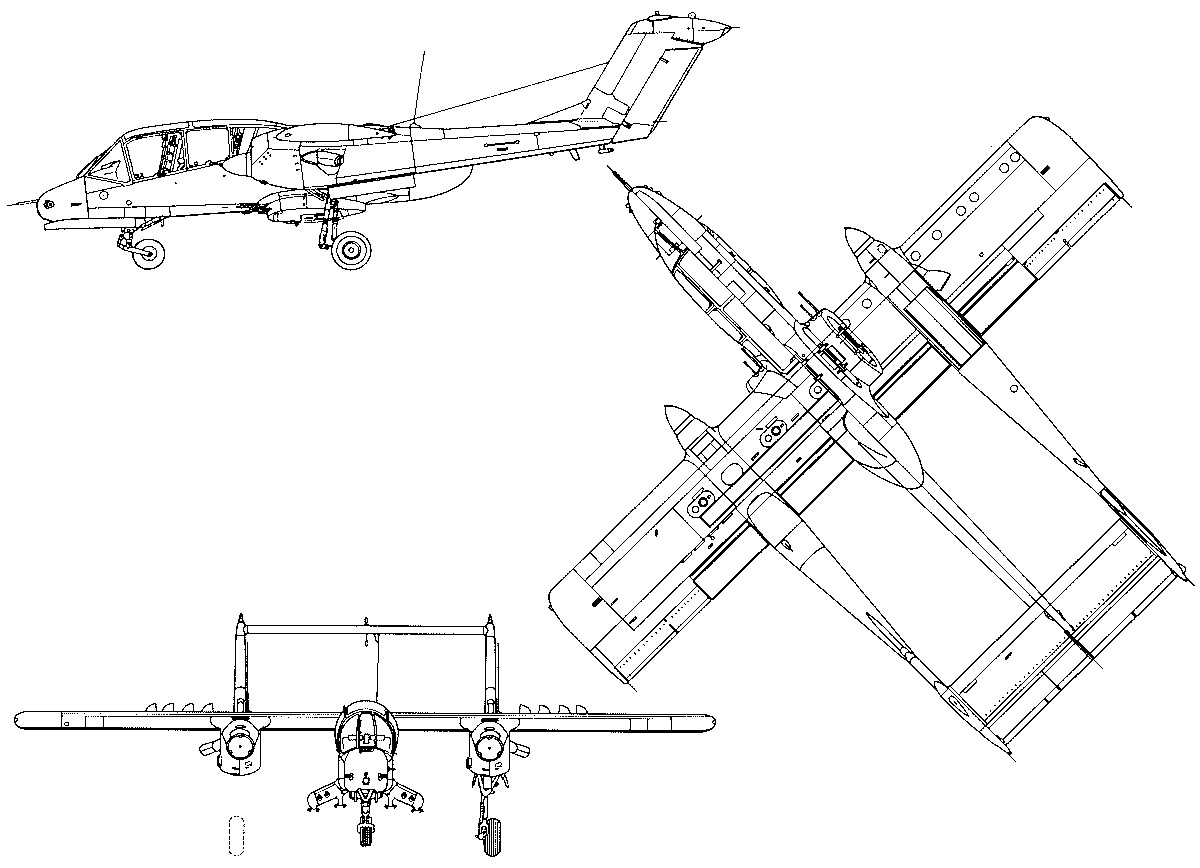
OV-10A
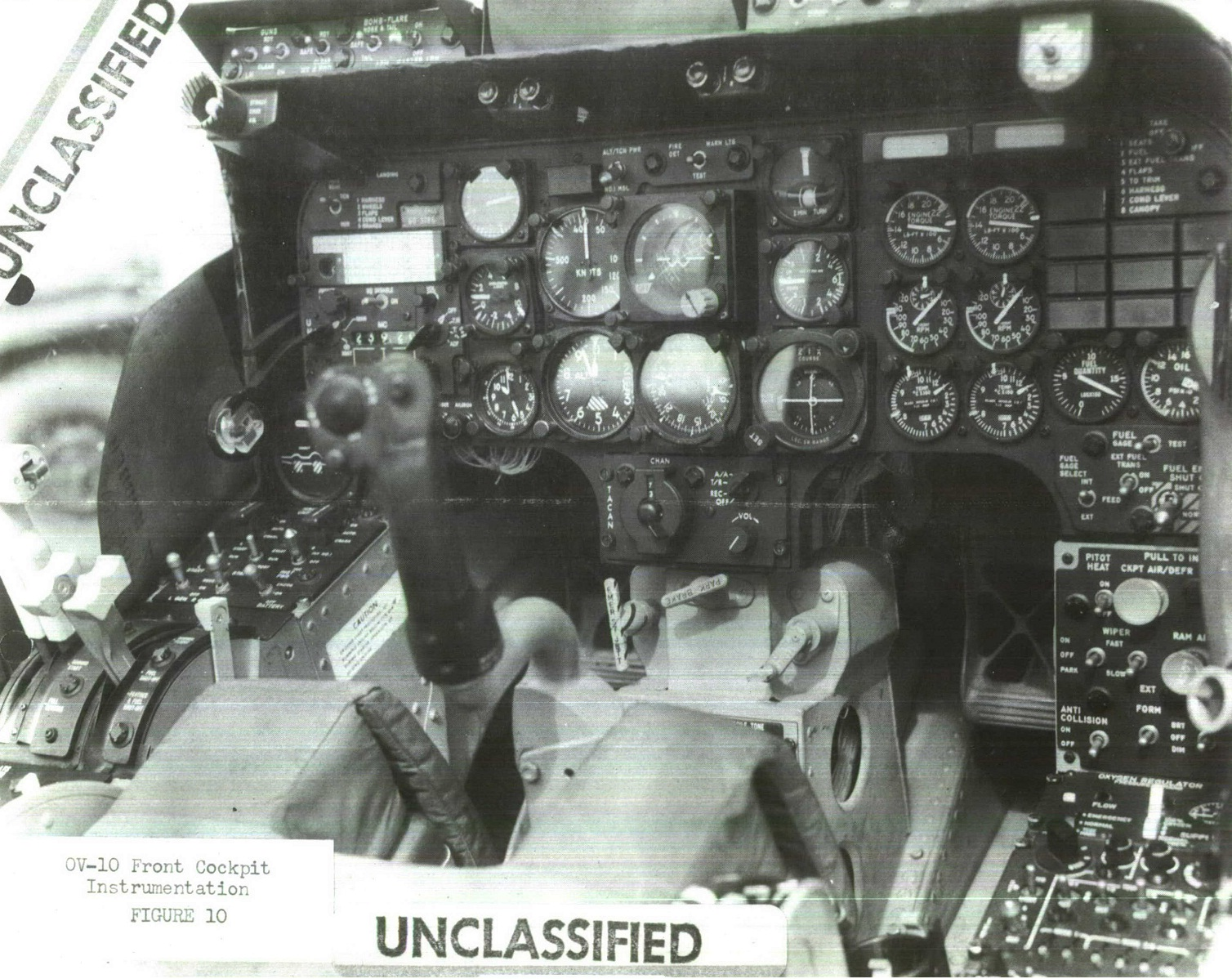
OV-10Aのフロントコンソール
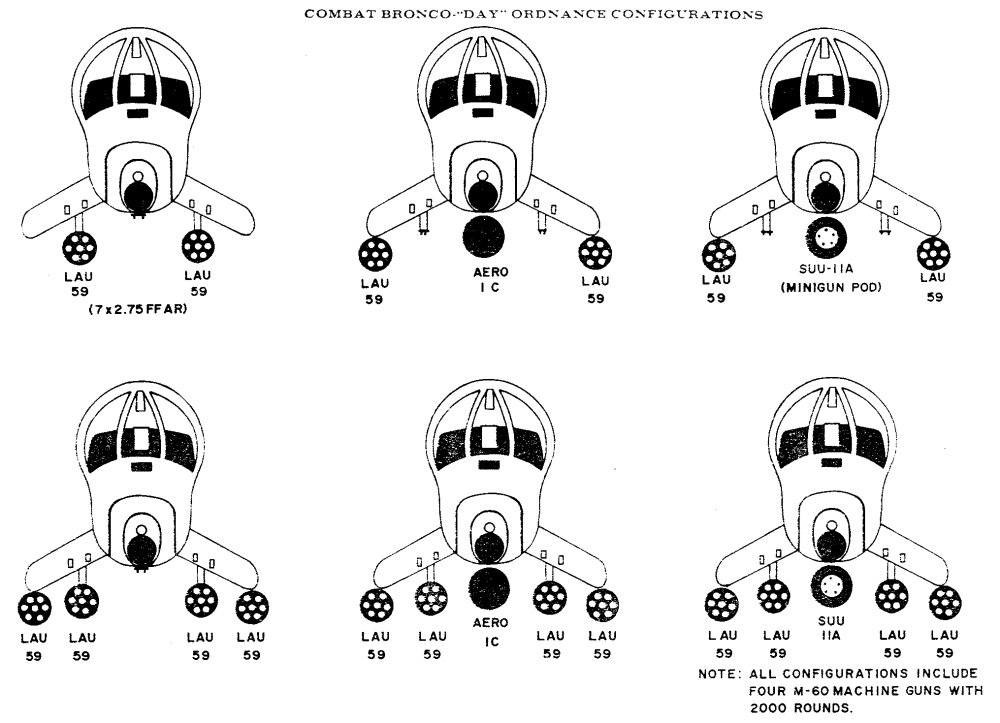
昼間運用時の兵装搭載例
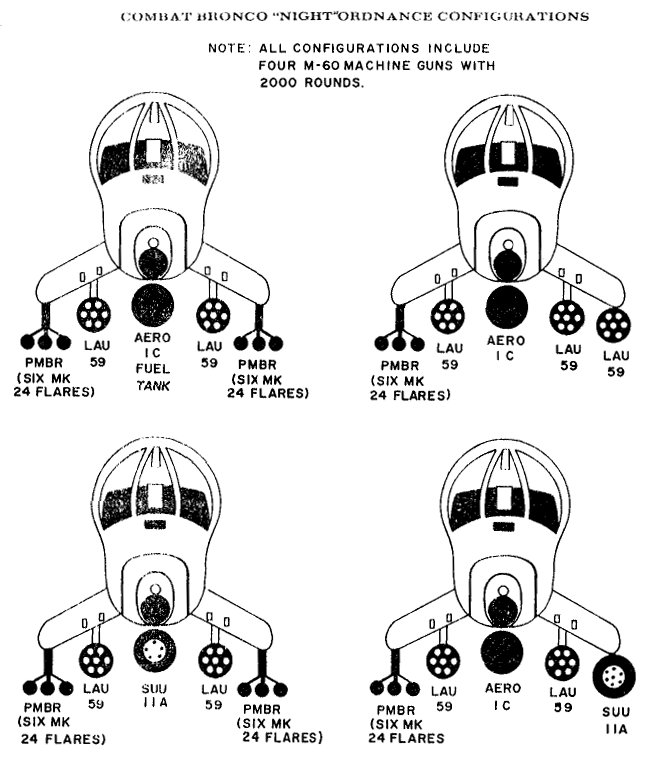
夜間運用時の兵装搭載例

## 登場作品

### 映画
『007 リビング・デイライツ』
ソ連機役のモロッコ空軍のOV-10Aが、基地にC-130が着陸するシーンで、同国空軍のアルファジェットやマジステールとともにエプロンに駐機している。

### 漫画
『サイボーグ009』
第3巻、ベトコンを攻撃する政府軍機としてサブタイプ不明の機体が登場。台詞では「コイン機」と表記。

### アニメ
『エリア88 OVA版』
エリア81への反政府軍外人部隊の攻撃の時に、OV-10が写っている。

### ゲーム
『バトルフィールド ハードライン』
キャンペーンにのみ登場。主人公らがミリシアの拠点から脱出する際に使用する。